# Cristina Alcázar
Ana Cristina García Alcázar (Elche (Alicante) 17 de septiembre de 1978), conocida como Cristina Alcázar es una actriz española.

## Biografía
Nació en Elche, el 17 de septiembre de 1978, siendo la mayor de tres hermanas. Empezó en el teatro de su colegio.
Cuando acabó el instituto, en el año 1996, se matriculó en la Escuela Superior de Arte Dramático de Murcia. Al año siguiente fue a Barcelona para hacer un cursillo con Ina Dunkel en el Institut d´Educació. Finalizó sus estudios a los 21 años, y decidió ir a Madrid.
Cuatro años después participó en la obra El otro lado de la cama, dirigida por Josep María Mestres. Desde entonces no ha parado de hacer cine, consiguiendo suculentos papeles en películas como El penalti más largo del mundo, El club de los suicidas y Al final del camino, todas ellas dirigidas por Roberto Santiago. También hay que destacar otros papeles, más pequeños pero no por ello menos importantes, en películas como Catarsis de Ángel Fernández Santos, Salir pitando de Álvaro Fernández Armero, 7 minutos de Daniela Fejerman, y Animales de compañía de Nicolás Muñoz, que se estrenó a finales del 2009.
En octubre del año 2010 concluyó el rodaje de la película El sueño de Iván dirigida por Roberto Santiago y que se estrenó en el 2012.
Cristina puede presumir de haber trabajado también con uno de los grandes directores nacionales como es Álex de la Iglesia ya que ha realizado una pequeña participación para su última película, La chispa de la vida.
El cine no ha sido el único medio donde se la ha visto. En el teatro dispone de una amplia trayectoria. Comenzó en 1995 y desde entonces no ha parado. Muchas son las obras representadas y los kilómetros recorridos junto a ellas. Obras como La casa de Bernarda Alba, Bosques tenebrosos, Calígula, Un paso hacia la fama, El color del agua, la anteriormente mencionada El otro lado de la cama, Desnudas o la recientemente estrenada La felicidad de las mujeres son las algunas de las representaciones que avalan su trayectoria.
Tras pasar por algunas series de gran tirada nacional con papeles secundarios como el de Almudena en Aquí no hay quien viva, Manuela en El comisario, Inés en Hospital Central, Verónica en Cuestión de sexo y Sara en Los Serrano, comenzó a ser conocida por el papel de Juana en Cuéntame cómo pasó, serie en la que interpreta a la mujer de Toni Alcántara, hijo mayor de la familia Alcántara y donde ha conseguido una gran popularidad.
Antes de su llegada a “Cuéntame” participó en el programa de televisión D-Calle, dirigido y presentado por Cayetana Guillén Cuervo, espacio cuyo propósito era entretener con entrevistas diferentes, un original consultorio y sketches creados para un mundo revisado por ojos femeninos.
La popularidad conseguida hasta el momento, además de por sus cualidades innatas, su amplia carrera profesional y su trabajo constante se debe al papel conseguido en una de las series españolas con mayor seguimiento juvenil cómo es la exitosa serie de Antena 3: Física o química, donde daba vida a Marina Conde, profesora de filosofía del colegio Zurbarán.
Después pudimos verla en la comedia Impares de Antena.Neox donde interpretó a Idoia Bretaño, una chica adicta a la vida internauta que se apunta a una agencia para conocer a gente con quien interactuar físicamente y no a través de la red.
Tras ese breve proyecto, Cristina se unió a las órdenes de Nacho G. Velilla. Se trataba de una sitcom (comedia de situación) para Antena 3 llamada “Los Quién” que narraba el día a día de la primera pareja española que se acogió a la ley del divorcio, la primera que rompió oficialmente su matrimonio en la España de 1981. Cristina interpretaba a Candela Collado, una mujer divertida, enamoradiza, supersticiosa y excéntrica, ingenua e inconsciente, cuyo máximo deseo era conocer al hombre de su vida y al mejor padre para su hijo.
Si como actriz su carrera es muy amplia, Cristina ha querido probar la experiencia que se siente al ser directora y para ello ha rodado su primer cortometraje llamado "Aunque todo vaya mal". Un cortometraje musical que destaca por ser un canto al amor donde el protagonista una mañana se levanta cantando y no puede parar de hacerlo convirtiéndose la canción en el lenguaje de la pareja. El corto ha sido rodado en Elche (ciudad natal de la actriz) y concluye con un flashmob donde participaron cientos de habitantes ilicitanos.
Tras acabar con la producción del cortometraje, se envió a multitud de festivales, nacionales e internacionales, consiguiendo hasta catorce de premios.

## Películas
| Año  | Título                                         | Personaje               | Dirección                            |
| ---- | ---------------------------------------------- | ----------------------- | ------------------------------------ |
| 2023 | Traje de luces                                 | Magdalena               | Sergio Jaén Sánchez                  |
| 2022 | Todos contra mí                                | Lucía                   | José Antonio Valera                  |
| 2021 | La pasajera                                    | Lidia                   | Fernando González Gómez, Raúl Cerezo |
| 2021 | El hijo del pecador (cortometraje)             | Madre                   | Rafael Peralta                       |
| 2021 | Paralysis (cortometraje)                       | Madre                   | Juan Bermúdez                        |
| 2019 | Luz verde (cortometraje)                       | Cristina Barroso        | Juanma Díaz                          |
| 2018 | Viudas (cortometraje)                          | Julia                   | María Guerra                         |
| 2017 | Cachorro (cortometraje)                        | Marta                   | Jesús Rivera Soriano                 |
| 2016 | La sexta alumna                                | Stella                  | Benja de la Rosa                     |
| 2015 | El túnel (cortometraje)                        | Sofía                   | Ricardo Yebra                        |
| 2015 | Mírame a los ojos (cortometraje)               | Madre                   | Olga Alamán                          |
| 2014 | Operasiones espesiales                         | Alcaldesa de Elche      | Paco Soto                            |
| 2012 | Cicatrices (cortometraje)                      | Paula                   | Miguel Aguirre                       |
| 2011 | La chispa de la vida                           | Ana                     | Álex de la Iglesia                   |
| 2011 | El sueño de Iván                               | Julia                   | Roberto Santiago                     |
| 2009 | Animales de compañía                           | Esther                  | Carles Torrens                       |
| 2009 | Al final del camino                            | Bea                     | Roberto Santiago                     |
| 2009 | Siete minutos                                  | Anfitriona Café         | Daniela Fejerman                     |
| 2007 | El club de los suicidas                        | María José              | Roberto Santiago                     |
| 2007 | Salir pitando                                  | Empleada de facturación | Álvaro Fernández Armero              |
| 2005 | El penalti más largo del mundo                 | Julia                   | Roberto Santiago                     |
| 2004 | Catarsis                                       | Enfermera               | Ángel Fernández Santos               |
| 2004 | Las tetas más bonitas del mundo (cortometraje) | Novia                   | Eneko Obieta                         |
| 2003 | De caza                                        |                         |                                      |
| 2003 | La fundación                                   | Olga                    | Javier Matarredona                   |
| 2003 | Menú del día                                   | Paloma                  | Javier Matarredona                   |

## Teatro
| Año       | Título                           |
| --------- | -------------------------------- |
| 2018      | Placeres íntimos                 |
| 2014–2015 | La vida resuelta                 |
| 2012–2013 | Perversiones sexuales en Chicago |
| 2012      | El manual de la buena esposa     |
| 2009      | La felicidad de las mujeres      |
| 2006      | Desnudas                         |
| 2005      | El otro lado de la cama          |
| 2004      | El color del agua                |
| 2004      | No es tan fácil                  |
| 2003      | Un paseo hacia la fama           |
| 2002      | Así que pasen cinco años         |
| 2002      | Bragas y gallumbos               |
| 2000      | Cats                             |
| 1999      | Calígula                         |
| 1999      | Lisístrata                       |
| 1998      | Mares tenebrosos                 |
| 1998      | La casa de Bernarda Alba         |
| 1998      | Misterio de dolor                |
| 1998      | Yerma                            |
| 1998      | El Calderón                      |
| 1997      | Bodas de sangre                  |
| 1995      | Un día de gloria                 |

## Televisión
| Año                                   | Título                 | Cadena         | Personaje                | Notas         |
| ------------------------------------- | ---------------------- | -------------- | ------------------------ | ------------- |
| 2004; 2007                            | Hospital Central       | Telecinco      | Inés / Laura             | 2 episodios   |
| 2005-2006                             | Aquí no hay quien viva | Antena 3       | Almudena / Médico 2      | 2 episodios   |
| 2006 - 2010; 2012 - 2013; 2017 - 2022 | Cuéntame cómo pasó     | La 1           | Juana Andrade            | 89 episodios  |
| 2007                                  | Los Serrano            | Telecinco      | Sara                     | 1 episodio    |
| 2007                                  | El comisario           | Telecinco      | Manuela                  | 1 episodio    |
| 2007 - 2008                           | Cuestión de sexo       | Cuatro         | Verónica                 | 3 episodios   |
| 2010                                  | Impares                | Antena 3       | Idoia                    | 3 episodios   |
| 2010 - 2011                           | Física o Química       | Antena 3       | Marina Conde             | 24 episodios  |
| 2011                                  | Los Quién              | Antena 3       | Candela Collado          | 13 episodios  |
| 2012 - 2013                           | La gira                | Disney Channel | Trini                    | 4 episodios   |
| 2014 - 2016                           | Gym Tony               | Cuatro         | Patricia Márquez Escobar | 143 episodios |
| 2016                                  | Buscando el norte      | Antena 3       | Recepcionista            | 1 episodio    |
| 2018 - 2019; 2023 - 2024              | Amar es para siempre   | Antena 3       | Silvia Aparicio Delgado  | 321 episodios |
| 2021                                  | La templanza           | Prime Video    | Inés Montalvo            | 4 episodios   |
| 2021                                  | Cardo                  | Atresplayer    | Inés                     | 1 episodio    |
| 2024                                  | Galgos                 | Movistar Plus+ | Guadalupe                | 5 episodios   |
| 2024                                  | HIT y Machos Alfa      | Neftlix        | Alejandra Galvez Medina  | 2 episodios   |
| 2025                                  | Custodia repartida     | Disney+        | Lucía                    | 8 episodios   |